# Генріх Фрідріх Фюґер
Генріх Фрідріх Фюґер (нім. Heinrich Friedrich Füger; 8 грудня 1751, Гайльбронн — 5 листопада 1818, Відень) — німецький і австрійський художник, один з найбільших представників класицизму в Німеччині.

## Життя та творчість
У 1764 році Г. Ф. Фюґер починає вивчати живопис в класі придворного художника Нікола Жюбаля при Академії мистецтв у Людвігсбурзі. З 1769 року він продовжує навчання в Лейпцигу, у вчителя малювання Гете, Адама Ф. Езера. Потім художник здійснює навчальну поїздку по Італії; в Неаполі він пише фрески у палаці Казерта. У 1774 році Фюґер назавжди переїжджає до Відня. Покровителем і меценатом Фюґера у Відні стає англійський посол сер Роберт Кейт, з його допомогою художник домагається визнання у вищих колах віденського суспільства і серед членів австрійської імператорської родини.
Восени 1776 року Фюґер отримує стипендію для тривалого навчання в Римі. У 1781—1783 роках він живе і працює в околицях Неаполя, виконуючи замовлення австрійського правлячого дому. Починаючи з цього часу в його роботах відчутний сильний вплив творчості Антона Р. Менгса. У 1783 році, за вказівкою державного канцлера Австрії графа Кауніца, Г. Ф. Фюґер стає віце-директором віденської Академії витончених мистецтв, в той час провідною художньою академією Європи. У 1795 він уже був директором Академії, яка в роки його керівництва зазнала значного розквіту. У 1806 році Фюґер призначається директором віденського Художньо-історичного музею і зберігачем палацу Бельведер.
Г. Ф. Фюґер був почесним членом Академій витончених мистецтв Мюнхена і Мілана, лицарем ордена Вюртемберзької корони. У 1780 році він вступає у віденську масонську ложу «Біля пальми», в 1785 він переходить в ложу «До правди». У 1876 році в його честь у Відні була названа вулиця (Fügergasse).
Основними царинами творчості Г. Ф. Фюґера були портретний живопис і художня мініатюра. Писав також полотна на біблійну, історичну і мітологічну тематику. За стилем твори художника є перехідними від живопису бароко до епохи класицизму. Заслуги Фюґера в розвиткові австрійського живопису дійсно величезні, його при житті вже називали Батьком художників Відня.
Серед його учнів був Франц Ксавер Лампі.

## Галерея

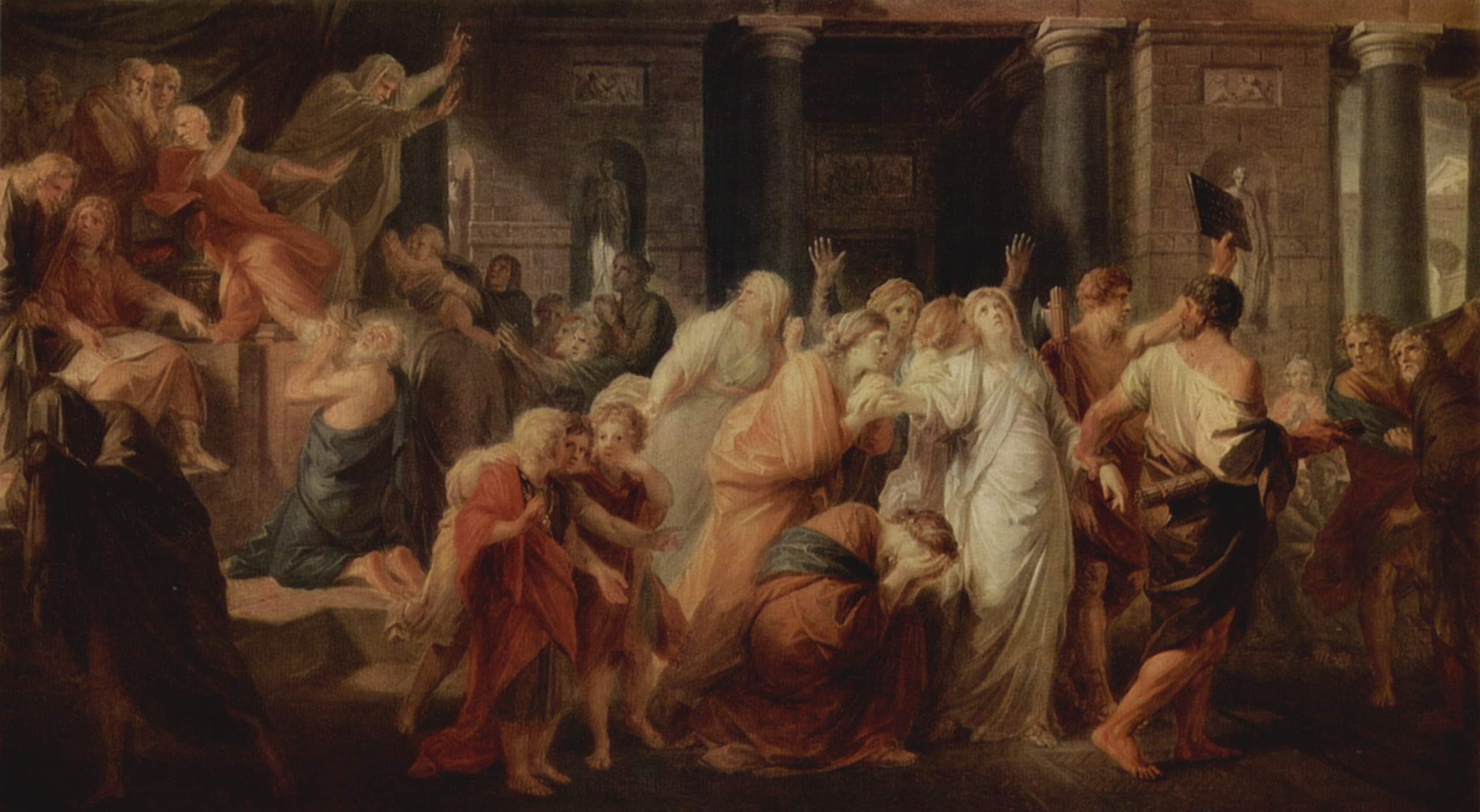
Страта весталки
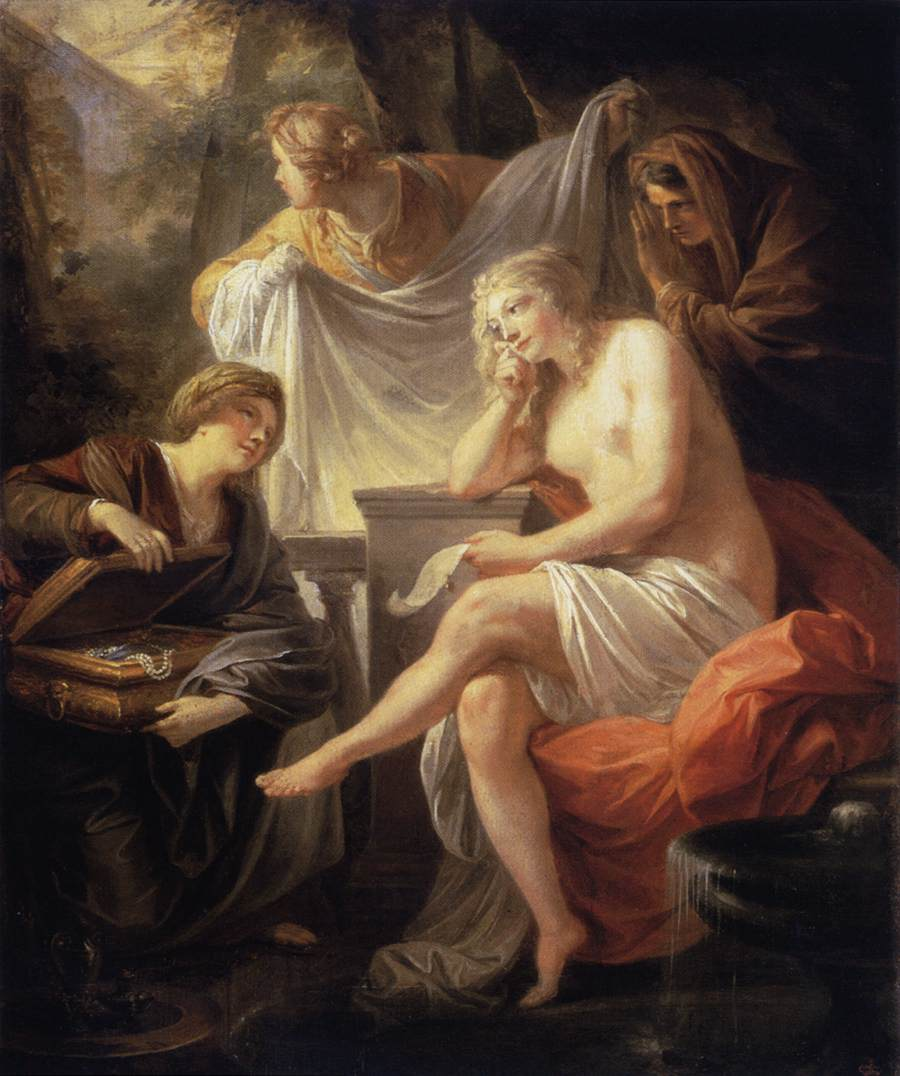
Купання Беєр-Шеві
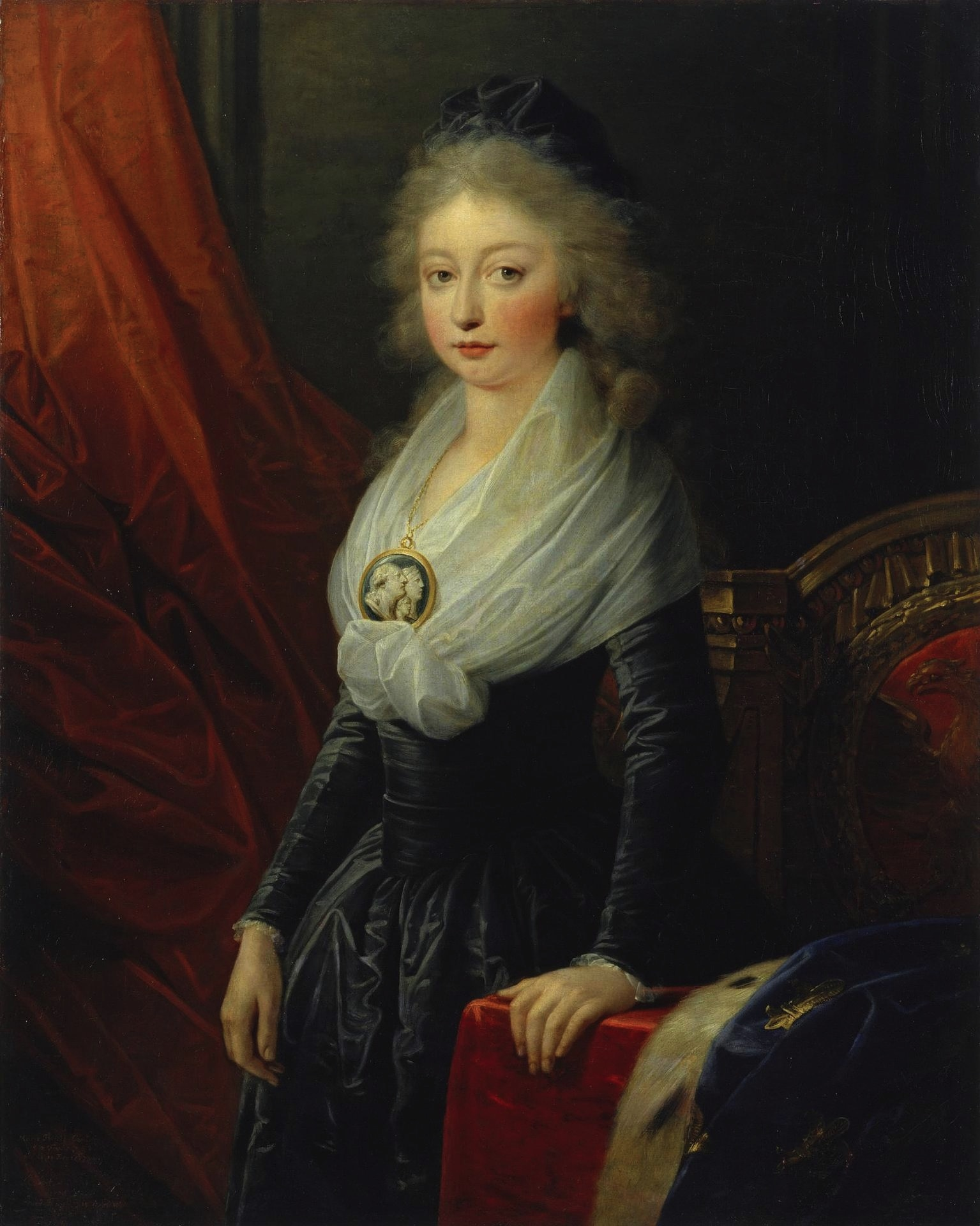
Портрет Марії Терези де Бурбон
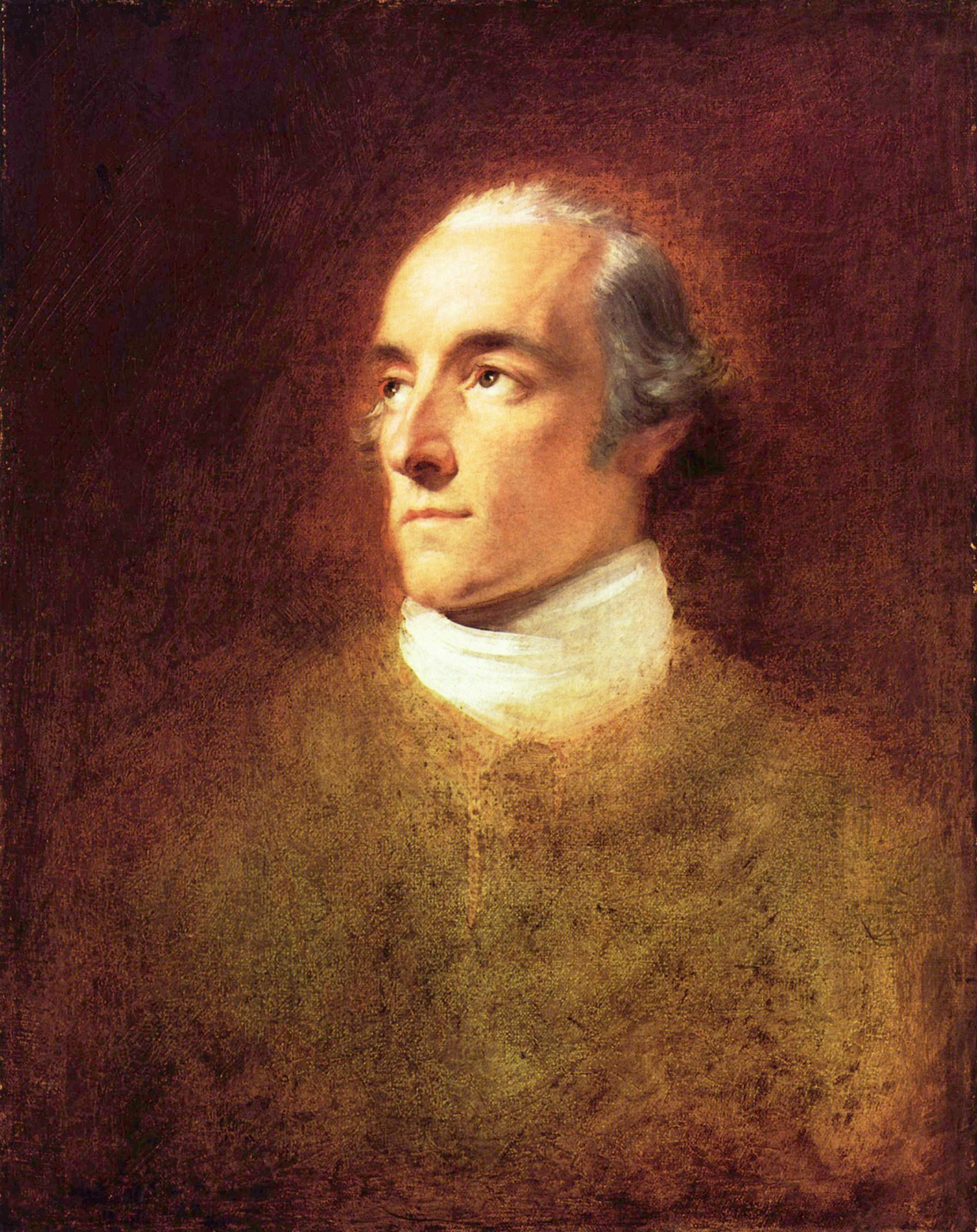
Портрет Франца-Йосипа, графа Заурау
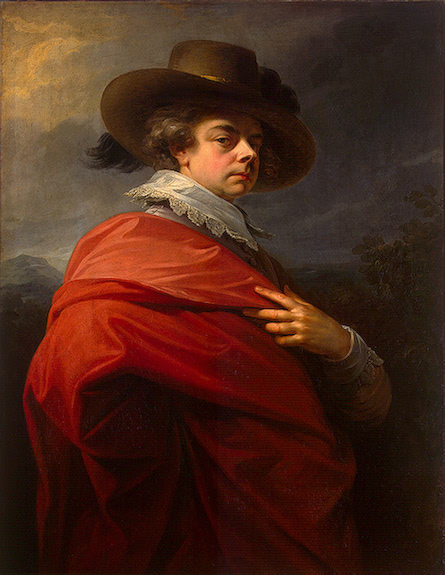
Портрет князя Миколи Борисовича Юсупова
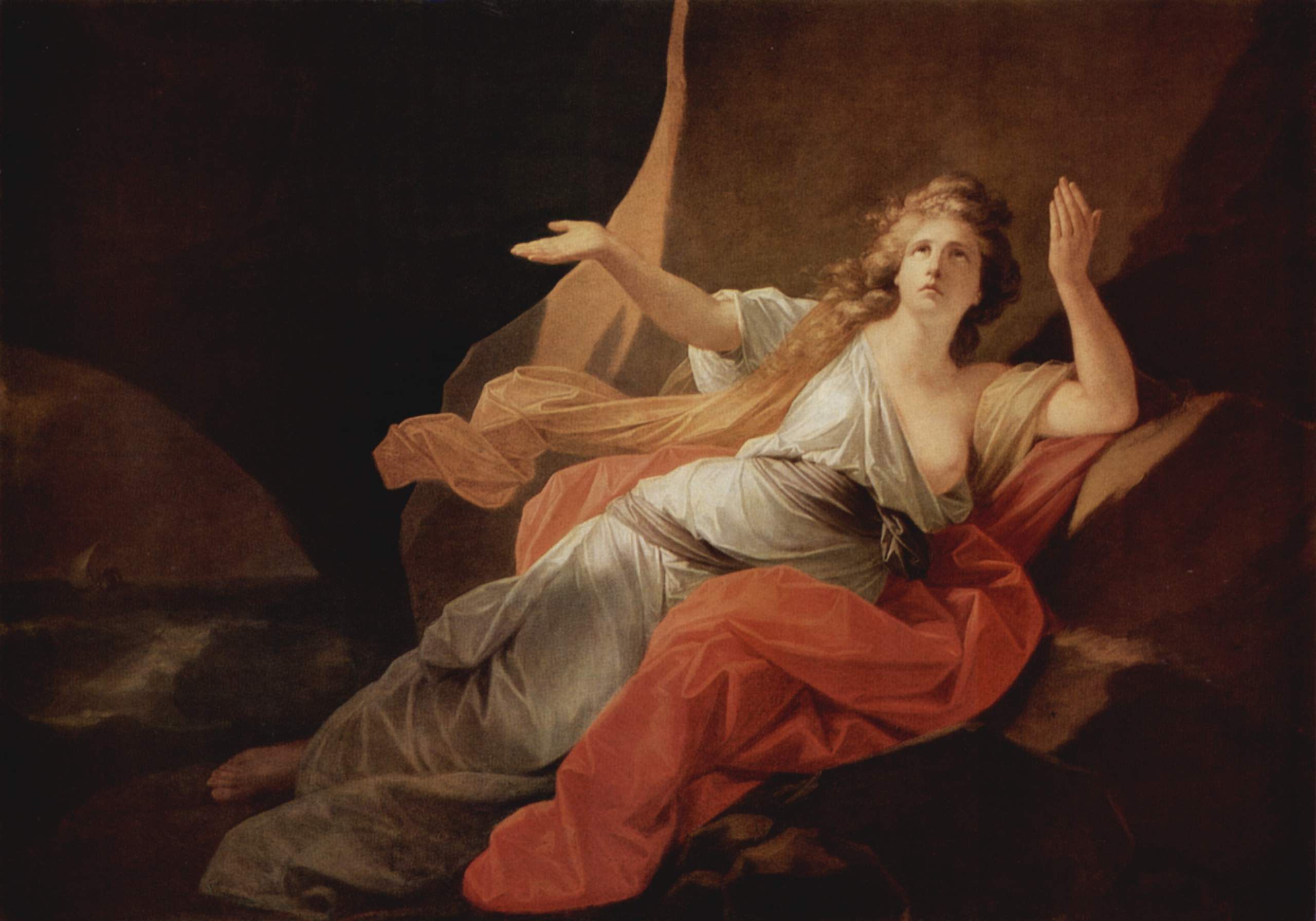
Смерть Дідони
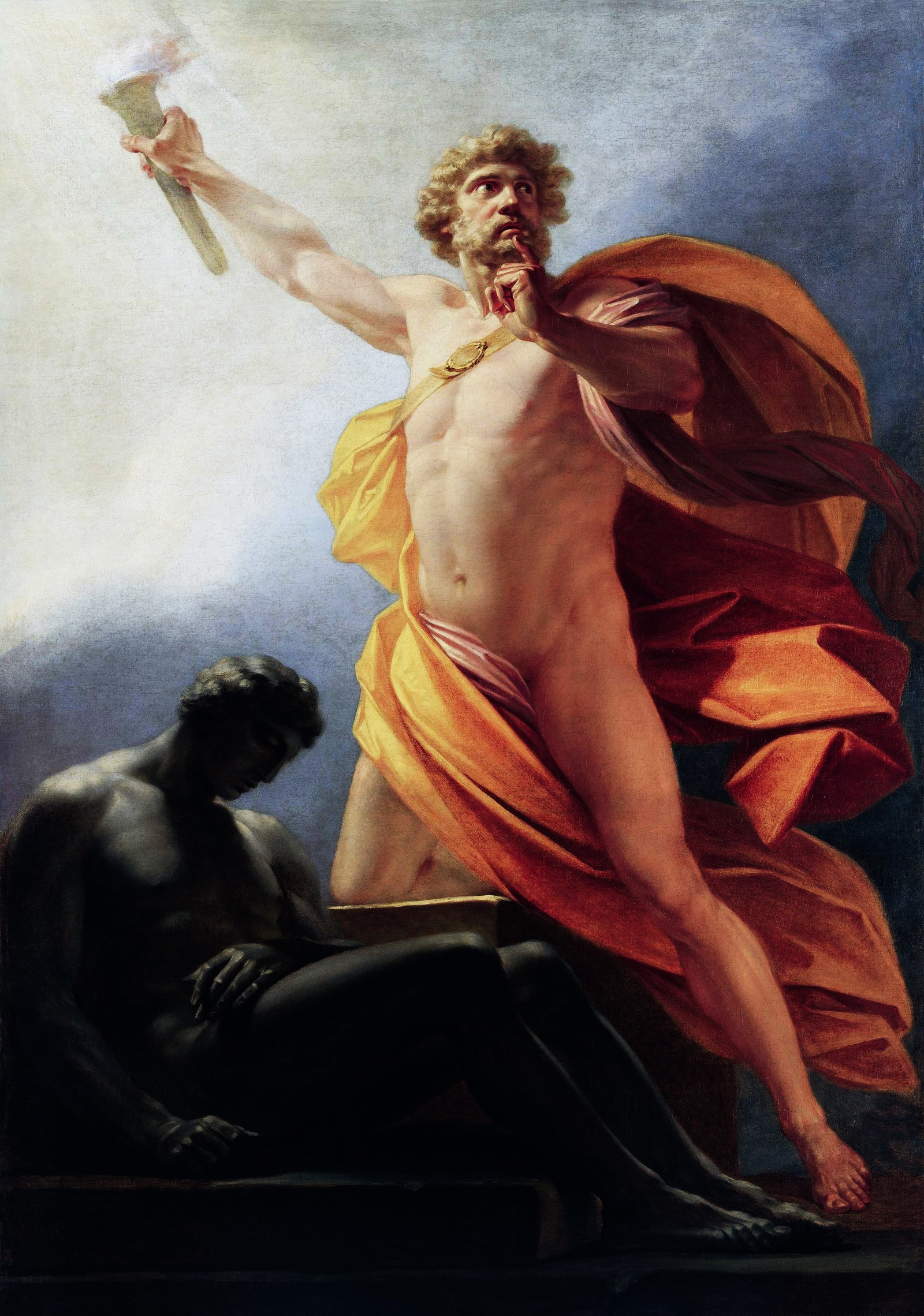
Прометей приносить людям вогонь
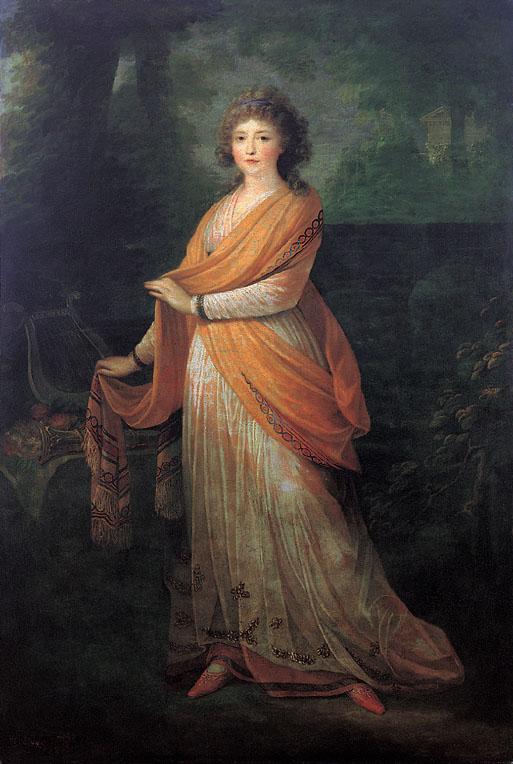
Портрет княгині Варвари Василівни Голіциної
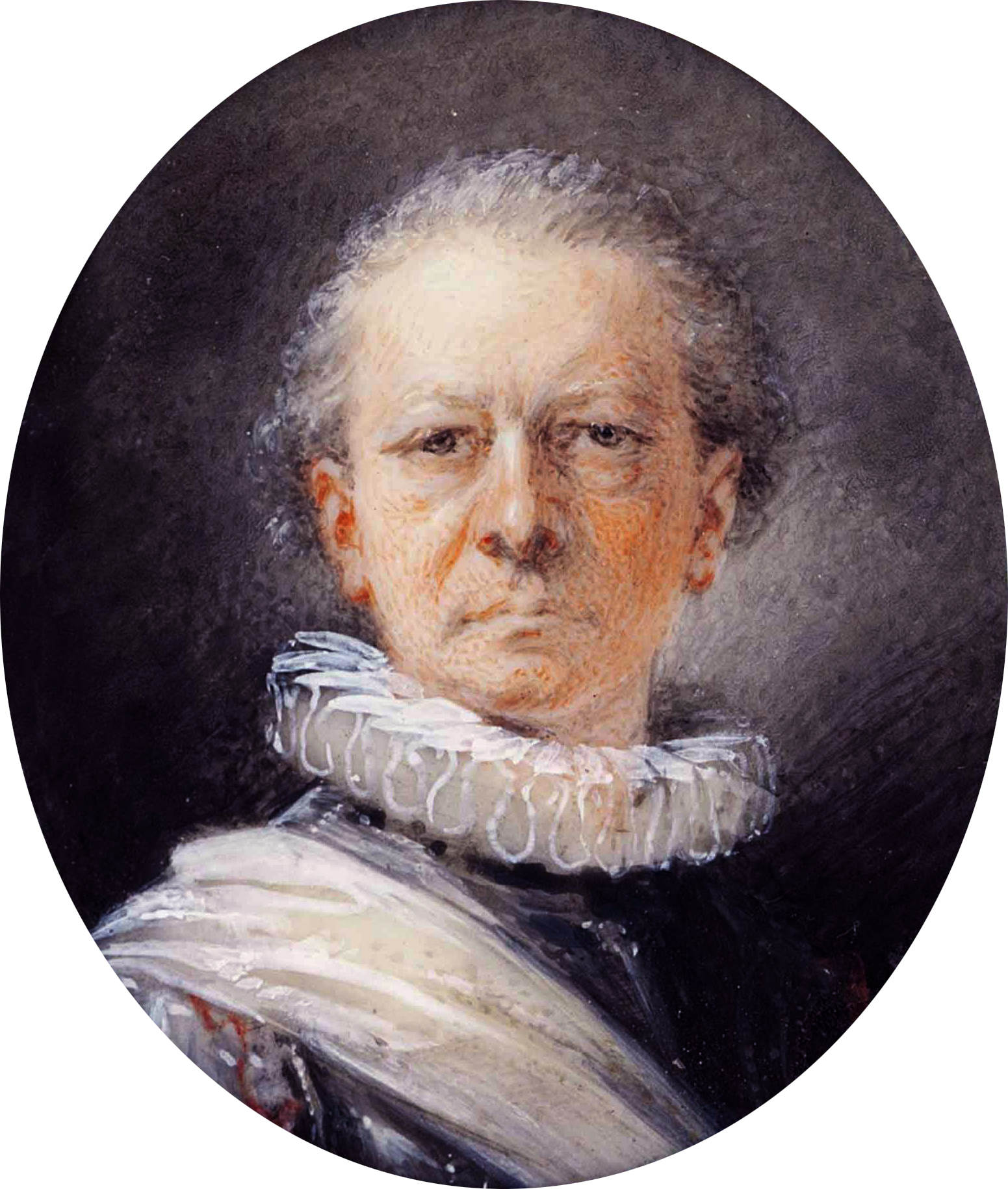
Портрет Франца Брокмана